# Satz von Floquet
Der Satz von Floquet (nach Gaston Floquet) macht eine Aussage über die Struktur der Fundamentalmatrizen eines homogenen linearen gewöhnlichen Differentialgleichungssystems mit periodischer Koeffizientenmatrix.
Dieser Satz findet in der Schwingungslehre und in der Quantenmechanik Anwendung: die definierten Eigenzustände eines ungestörten Systems werden durch das Anlegen eines zeitlich periodischen Feldes bzw. Potentials periodisch in ihrer Energie verändert; sie entsprechen dann genau dem periodischen Anteil der Fundamentallösung und werden als Floquet-Zustände bezeichnet. Durch beispielsweise eine Fourierentwicklung dieser Zustände kann die Arbeit mit ihnen erheblich vereinfacht werden.
Angewandt auf räumlich periodische Potentiale ist der Satz von Floquet in der Quantentheorie besser unter dem Namen Bloch-Theorem bekannt. Die Eigenzustände heißen hier Bloch-Funktionen.

## Formulierung
Jede Fundamentalmatrix {\displaystyle \Phi } des homogenen linearen Differentialgleichungssystems
{\displaystyle \ y'(x)=A(x)y(x)}
mit stetiger {\displaystyle \omega }-periodischer Koeffizientenmatrix {\displaystyle A:\mathbb {R} \rightarrow \mathbb {R} ^{m\times m}} lässt sich schreiben in der Form
{\displaystyle \ \Phi (x)=P(x)\,\exp(xR)}
worin
- {\displaystyle P:\mathbb {R} \rightarrow GL(m;\mathbb {C} )} stetig differenzierbar und {\displaystyle \omega }-periodisch
- {\displaystyle R\in \mathbb {C} ^{m\times m}} eine konstante Matrix ist.
- {\displaystyle \exp } die Matrixexponentialfunktion.

Begnügt man sich damit, dass {\displaystyle P} nur {\displaystyle 2\omega }-periodisch ist, so können {\displaystyle P,R} reell-wertig gewählt werden.
Die Transformation
{\displaystyle \ z(x)=P^{-1}(x)\,y(x)}
überführt das Differentialgleichungssystem in eines mit konstanten Koeffizienten:
{\displaystyle \ z'(x)=R\,z(x)}